# Simón de Siracusa
Simón de Siracusa (c. 1162) fue un noble normando de la dinastía Hauteville, que se convirtió en conde de Siracusa. Simón pudo haber sido un hijo ilegítimo de Roger II de Sicilia, aunque más probablemente fuera hijo del conde Henry de Paterno, cuñado del conde Roger Bosso. También existe la posibilidad de que Simón fuera descendiente de su predecesor, Tancred.
En 1162, cuando el emperador Federico I Barbarroja buscaba aliados para la invasión del Reino de Sicilia, trató con la República de Génova, ofreciéndole, además de toda la costa de Liguria, las tierras de Simón de Siracusa. Estos territorios incluían las ciudades de Siracusa y Noto, así como 250 fortalezas (caballariae) ubicadas en la fértil llanura alrededor de Noto, el llamado Val di Noto. Cuando el emperador Enrique VI, hijo y sucesor de Federico I Barbarroja, reanudó la carta otorgada a Génova el 30 de mayo de 1191, mantuvo la promesa de las tierras de Simón, aunque este ya había muerto.  